# Aleurothrixus floccosus
Aleurothrixus floccosus – gatunek pluskwiaków piersiodziobych z rodziny mączlikowatych (Aleyrodidae), występujący w Afryce, Ameryce, Azji i Europie. Owady z tego gatunku są szkodnikami upraw cytrusów, powodującymi więdnięcie i opadanie liści.

## Zasięg występowania
Aleurothrixus floccosus występuje w Afryce (Algieria, Angola, Wyspy Kanaryjskie, Kongo, Madera, Mauritius, Maroko, Reunion), Azji (Japonia), Ameryce (Argentyna, Bahamy, Barbados, Brazylia, Chile, Kuba, Gwadelupa, Gujana, Haiti, Jamajka, Wyspy Nawietrzne, Meksyk, Panama, Paragwaj, Surinam, Tahiti, Trynidad, Stany Zjednoczone) i Europie (Francja, Włochy, Hiszpania).

## Morfologia
Imago jest wielkości 1,5 mm, żyje do 24 dni.

## Biologia i ekologia
RozmnażanieSamica składa około 200 jaj na dolnej powierzchni blaszek liściowych roślin żywicielskich, w okręgach otoczonych przez jasny pyłek złożony z woskowatych łusek. Spłaszczone, jajowate nimfy wylęgają się po 4–12 dniach. Nie oddalają się od miejsca złożenia jaj. Z wiekiem pokrywają się wełnistymi, białymi, woskowatymi włoskami. Po czwartym stadium przeobrażenia nimfy osiągają wielkość 0,6 mm. W ciepłym klimacie przeobrażenie następuje po 21 dniach.
Rośliny żywicielskiePrzedstawiciele rodzin nanerczowatych, flaszowcowatych, toinowatych, trojeściowatych, Chrysobalancaceae, astrowatych, Ebenaceae, liliowatych, gązewnikowatych, ślazowatych, mirtowatych, dziwaczkowatych, rdestowatych, marzanowatych, rutowatych, sączyńcowatych, psiankowatych, parolistowatych, zimowitowatych. Szczególnie często występują na cytrusach, gruszli i Coccoloba unifera.